# Ana Villamil Icaza
Ana Villamil Icaza (Guayaquil, 19 de enero de 1852-Guayaquil, 23 de octubre de 1916) fue compositora, artista y profesora particular de piano y canto ecuatoriana.

## Biografía

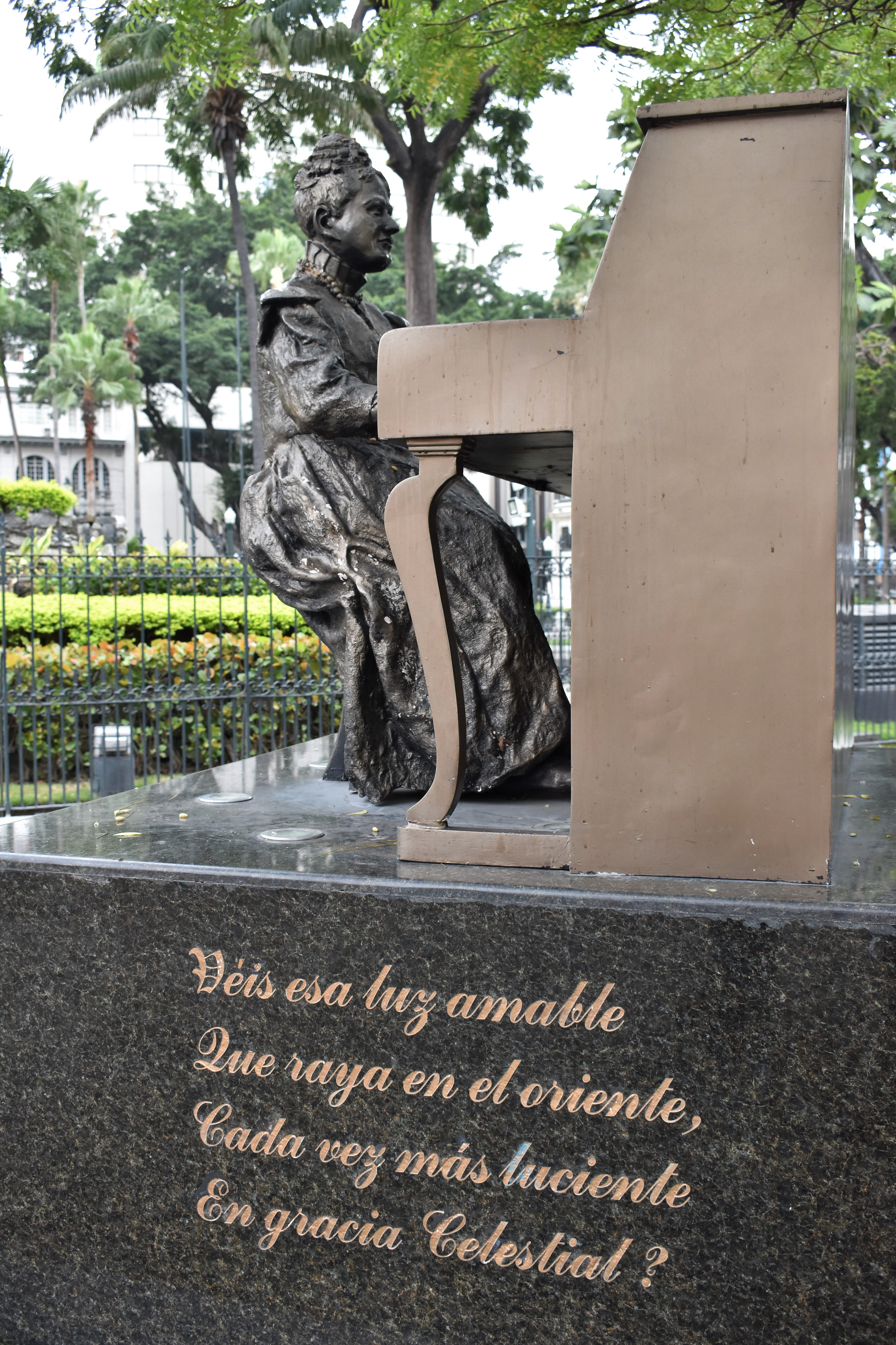
Monumento en Guayaquil

Su padre Francisco Villamil y Garaicoa fue hijo del prócer José de Villamil e Isabel María de Icaza y Paredes, hija de Francisco de Paula Icaza e Isabel Paredes y Olmedo; sobrina del poeta, e hija a su vez de Magdalena, hermana de José Joaquín de Olmedo.
Trabajó como maestra de música en escuelas municipales de su ciudad Vivió en la ciudad de Guayaquil en las calles 10 de agosto y Chimborazo, donde también murió el 23 de octubre de 1916. Esta casa es considerada patrimonial por este hecho.

### Obras
Inspirada en el prócer de la independencia José Joaquín Olmedo, compuso la canción que posteriormente se reconocería como el Himno a Guayaquil.

## Reconocimientos
- Mediante una ordenanza aprobada el lunes 8 de julio de 1918,[5] el Municipio de la ciudad adoptó su canción dedicada al 9 de Octubre y la declaró oficialmente como el Himno de Guayaquil.
- La casa donde residió la compositora, cuya construcción se remonta al siglo XIX, es considerada patrimonial y actualmente lleva una placa recordatoria en su memoria.
- En la ciudad de Guayaquil, un centro de educación lleva su nombre como Escuela de Educación Básica Fiscal.
- Como descendiente de los próceres de la independencia de Guayaquil y compositora del Himno de esa ciudad, una calle de Quito, ubicada en el sector norte, lleva su nombre.